# Eck von Kelheim (Adelsgeschlecht)

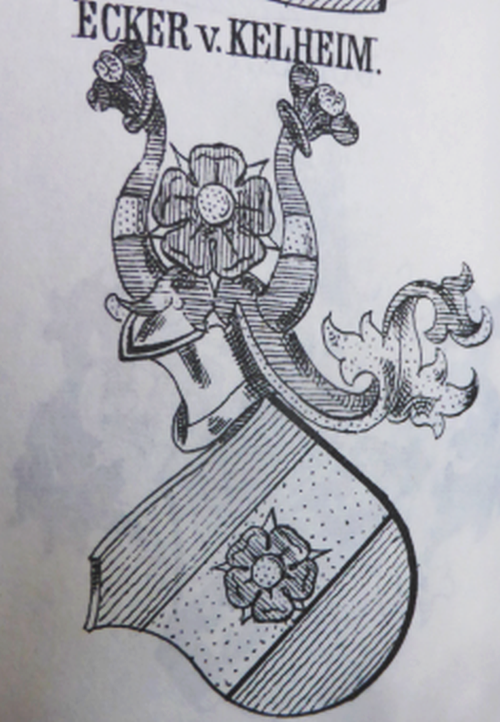
Wappen der Eck von Kelheim

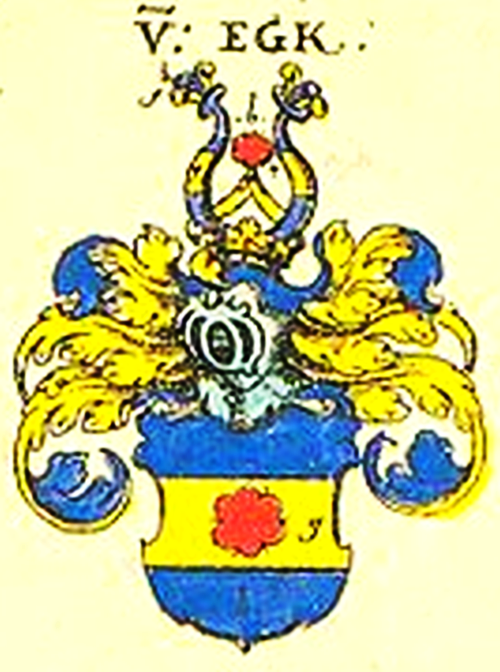
Verbessertes Wappen der Eck von Kelheim in Siebmachers Wappenbuch

Die Familie der Eck von Kelheim (auch Egk, Ecker und anderes mehr geschrieben) hieß ursprünglich Hu(e)ber. Ihre Mitglieder waren „ehrbare Bürger“ von Kelheim, die ursprünglich aus Oberndorf bei Bad Abbach stammten. Das  erste sicher nachweisbare Familienmitglied war Andre Huber, Klosterrichter von  Weltenburg; dieser erscheint erstmals in einem Kaufbrief vom 25. Juli 1434; seine Ernennung zum Richter von Weltenburg wird am 22. November 1445 bestätigt. Seit 1456 führt er den Namen „Eck“ („Andreas Eck den man nennt Huber B(W)eylent Richter zu B(W)elthenburg“), ohne dass man dies sicher erklären könnte (gemutmaßt wird, dass er 1456 ein Gut namens Eck erworben habe).  Andre Huber (bzw. später Eck) verstarb 1462 und ist in der Kelheimer Pfarrkirche Mariä Himmelfahrt begraben.

## Leonhard der Ältere
Von seinen vier Söhnen, die alle zur „Ehrbarkeit“ von Kelheim gehörten, ist Leonhard Huber der wichtigste. Diesem Leonhard wurde 1464 von Herzog Sigismund von Bayern-München das Maut- und Burgamt zu Kelheim für zehn Jahre verpfändet, 1474 wurde er Kastner in Kelheim und 1481 dortiger Pfleger. Damit stand er an der Spitze der Kelheimer Verwaltung. 1486 wurde er Schultheiß der damals unter Bayerischer Oberhoheit stehenden Stadt Regensburg. Das war ein durchaus gefährlicher Posten, da er die Steuern für den Herzog eintreiben und Urteile vollstrecken musste; sein Vorgänger in diesem Amt, Johann Fuchssteiner, war aus Furcht vor Aufstand und Empörung aus Regensburg geflohen. In Regensburg erscheint Leonhard Huber 1492 erstmals mit dem Adelsprädikat „edel und vest“.
Kurz nach seiner Amtsübernahme ließ der Rat der Stadt ihn einkerkern. Ein Vorwurf an ihn war, er habe „seinen Namen dreimal verkehrt, und vielleicht auch dreier Siegel gebraucht, und sich anfänglich Huebel, dann Huber und zuletzt Eck genannt“. Durch Vermittlung seiner Kelheimer Verwandtschaft kam er nach einigen Wochen wieder frei, musste aber die Stadt verlassen. Einige Jahre später (1496) wurde er von Herzog Albrecht zum Pfleger in der Herrschaft Donaustauf ernannt. 1498 konnte er die Hofmark Naabeck kaufen, mit der ihn Albrecht IV. belehnte und somit zum bayerischen Landsassen machte. Er nannte sich von da ab dauerhaft von Eck. Am 25. September 1501 verstarb er und wurde ebenfalls in der Pfarrkirche von Kelheim begraben.  Die Burg Wolfsegg scheint (1514, 1523) an seinen Vetter Sebastian von Eck verliehen worden zu sein, wobei die Umstände dieser Verleihung unbekannt sind.

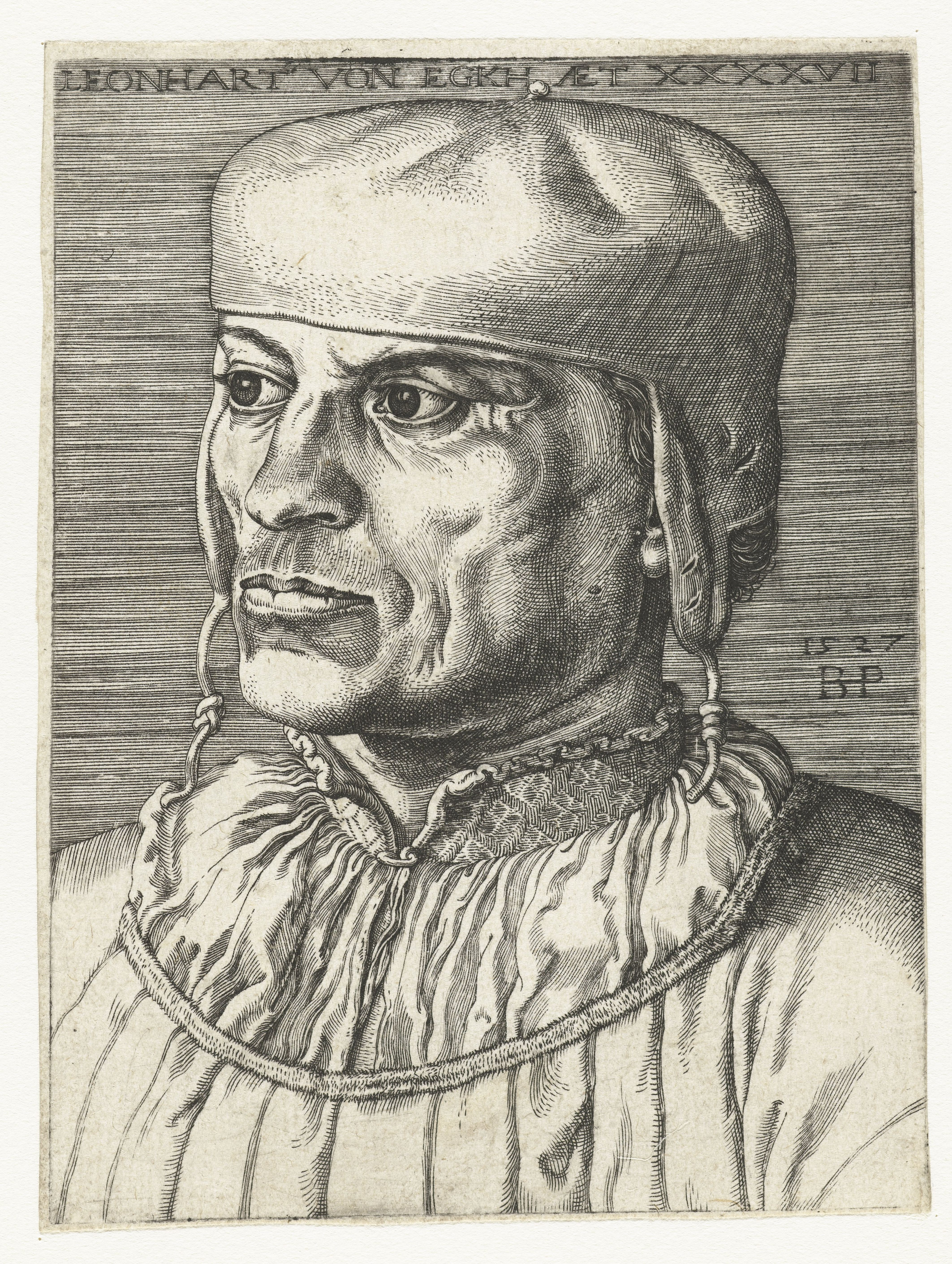
Leonhard von Eck

## Leonhard von Eck

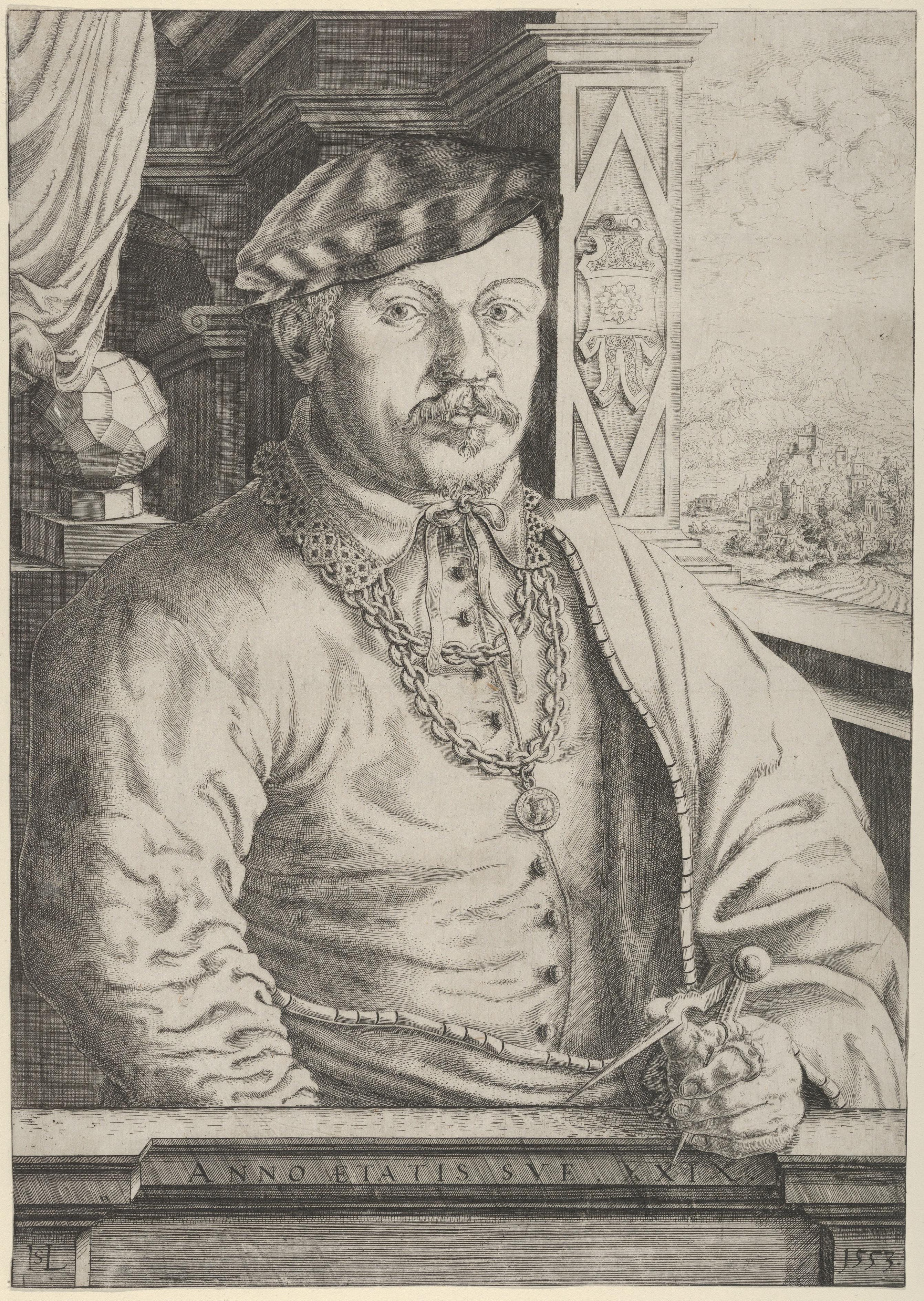
Oswald von Eck, um 1553

Der Sohn Leonhards des Älteren war der berühmte bayerische Rat Leonhard (Lienhart) von Eck, der aus der zweiten Ehe seines Vaters mit Verena Halder stammte.  Er hatte noch einen Bruder und zwei Schwestern; die Schwester Afra Eck trat 1486 in das Kloster Geisenfeld ein, später war sie Klosterfrau in Pielenhofen. Die andere Schwester Anna von Eck heiratete den bayerischen Ritter Willwold von Pirching.
Leonhard begann im Alter von neun Jahren das dreijährige Studium der septem artes liberales im Wintersemester 1489/90 in Ingolstadt. 1493 schloss er sein Studium mit dem „magister artium“ ab. Nach dem Studium in Ingolstadt wechselte er an die Universität Bologna (1493–1497) und wurde dort „doctor juris“, dann wechselte er auf die Universität Siena, wo er  am 30. September 1499 den Titel eines „juris utriusque doctor“  erwarb. Nach dem Studium trat er zunächst in den Dienst des Markgrafen von Brandenburg-Ansbach. Durch den Landshuter Erbfolgekrieg fielen seine beiden Hofmarken nun in das Herrschaftsgebiet des Herzogtums Pfalz-Neuburg und er wurde auch pfalz-neuburgischer Landsasse. 1508 leistete er dem Pfalzgraf Friedrich (damals Vormund über die noch unmündigen Herzoge Ottheinrich und Philipp) den Lehenseid.
1512 wurde er von Herzog Wilhelm IV. nach München berufen und dort als Rat für ein Jahr angestellt. 1514 wurde er auf Drängen der Landschaft entlassen, da er sich wegen seiner Bemühungen um eine Stärkung der Position des Landesherren unbeliebt gemacht hatte. 1515 wird er wieder als Rat für vier Jahre eingestellt und 1520 wurde er „täglicher Rat zu München“ auf Lebenszeit. Er war der wichtigste Berater des bayerischen Herzogs  Wilhelm IV. des Standhaften  und leitete ab 1518 mehr oder minder die ganze bayerische Politik. Er war allerdings niemals Kanzler, sondern diese Funktion nahmen während seines Lebens Johann Neuhauser (1514–1515), Augustin Lösch (1515–1536) und Johannes Schwa(pp)bach (2. Februar 1536–1558) ein.
Als einflussreiche Person konnte er ein großes Vermögen erwerben, wobei bekannt ist, dass er für Bestechungen aller Art und von allen Seiten eine durchaus offene Hand hatte (damals wurden diese Schmiergelder beschönigend als „Ehrengaben“, „Handsalben“ oder auch nur als „Verehrungen“ bezeichnet). Sein Landesherr scheint nichts gegen solche Zuwendungen gehabt zu haben, da er durch Leonhard von Eck immer darüber unterrichtet wurde und dazu sein Einverständnis gab. Leonhard von Eck gilt als Wegbereiter für die Schaffung von Zentralbehörden und eines modernen Staatsapparats in Bayern.  Andererseits ist er ein Widersacher der Habsburger und hat dabei auch nicht davor zurückgeschreckt, mit protestantischen Machthabern Bündnisse gegen den katholischen Kaiser einzugehen. Kaiser Karl V. hat sich deshalb über ihn auf dem Augsburger Reichstag am 9. April 1548 bitter beklagt „so wie auch Christus unter seinen Jüngern den Judas hatte! Ein solcher Verräter befindet sich auch unter euch, es ist der Eck, jener Schurke, der den Judas an Gemeinheit und Schlechtigkeit noch übertrifft … denn für Geld verkauft er Christus, Vaterland, das Reich und die ganze Welt.“
Leonhard von Eck gelangte 1520 auch in den Besitz der Herrschaft Randeck an der Altmühl (aus dem ursprünglich reichsunmittelbaren Besitz der Grafen von Abensberg, der von Albrecht IV. nach dem Tod des letzten Abensbergers, Niclas von Abensberg, eingezogen wurde), an die Herrschaften Egersberg und Dachenstein bei Riedenburg als erbliche Pfandschaft. Über seine Gemahlin Felizitas von Freiberg (Witwe des Dietrich von Plieningen auf Eisenhofen) erheiratete er 1520 noch das Schloss Eisenhofen bei Hof in Oberbayern. 1516 verkaufte er Naabeck mit allem Zubehör an die Ehrenreichs.  Angeblich erwarb er dann 1533 die Hofmark Wolfsegg, ebenso um die Wolfsegg gelegenen Güter Hohenwarth, Käfersdorf, Kleinduggendorf und Sachsenhofen.  1541 hat Eck dem Jörg von Raidenbuch die Hofmark Holzheim am Forst abgekauft. 1549 überlässt ihm Herzog Wilhelm IV. von Bayern sogar das „Alte herzogliche Schloss“ zu Ingolstadt. Leonhard von Eck war somit einer der größten Grundbesitzer in ganz Bayern, insgesamt besaß er 13 Hofmarken sowie unzählige Güter und Lehensrechte.
Leonhard von Eck konnte wegen seiner vielen Verpflichtungen in der Landes- und Reichspolitik (z. B. sein Kampf gegen den Protestantismus, er war dabei der politische Kopf des Schwäbischen Bundes, die Niederhaltung der Bauernaufstände in Bayern, der Kampf gegen den Kaiser und die Habsburger) seinen Wohnsitz nicht auf Wolfsegg nehmen, sondern hielt sich zumeist in München oder in Kelheim auf. Er verstarb am 17. April 1550 in München  und wurde wie sein Vater in Kelheim beigesetzt. Der Freisinger Fürstbischof Freiherr Eckher von Kapfing berichtet darüber: „Ist eines erschrockhlich Todts gestorbn. Seine frau war eben selber zeit zu Eisenhouen am dem Vischen, da ist Er in der Nacht von seinem Pöth endtwichn. Und negst bey der Stubenthir ein solh fahl gethon. Wariber seine bediente gar erwacht vnd als Sye nachgesehn, fandn Sye Ihn nebn Begiessung heufigen gebliets ohn leben auf der Erdn.“ Seinem Sohn hinterließ er ein Vermögen im Wert von 70 000 Gulden, wovon allerdings zwei Drittel Schulden waren.

## Oswald von Eck
Der nächste Besitzer von Wolfsegg war der einzige Sohn des Leonhard von Eck, nämlich Oswald von Eck. Dieser wurde 1523 vermutlich auf der Burg Wolfsegg geboren. Er wurde von Johannes Aventinus unterrichtet, studierte 1529 an der Universität Ingolstadt und wurde 1539 sogar dortiger Rektor. 1542 war Oswald von Eck als Student an der Universität in Padua eingeschrieben. Er wurde Untermarschall von Regensburg und Erbmarschall des Hochstiftes Regensburg. 1542–1543 war er Landrichter zu Burglengenfeld. Ihm gehörten neben Wolfsegg die Burg Randeck im Landkreis Kelheim, Brunn sowie die Hofmark Holzheim am Forst. Oswald von Eck war mit Anna von Pienzenau verheiratet und hatte mit ihr vier Kinder.
Oswald von Eck verpfändete bereits 1560 die Hofmark Wolfsegg für 4 000 Gulden an den Regensburger Patrizier Hans III. Thumer, allerdings konnte erst dessen Sohn nach längeren Auseinandersetzungen die Lehensnachfolge in Wolfsegg antreten.
Er trat zum Protestantismus über und nahm unter dem Grafen Joachim von Ortenburg an einer Adelsverschwörung, der sog. „Kelchbewegung“, gegen den Landesherrn Herzog Albrecht V. teil. Durch seinen Religionswechsel, seine Opposition zum bayerischen Landesherrn und durch falsches Wirtschaften verlor er den Großteil seines Vermögens. Am 15. August 1564 musste er Urfehde unterzeichnen. In der Folge ging er seiner oberbayerischen Besitzungen und seiner Stellung als bayerischer Landsasse verlustig. 1573 ist er im Alter von 50 Jahren verstorben.

„Hat ein großes Gut zusammengebracht, aber es ist durch ihn nicht wohl gehaust, in 10 oder 12 Jahren, was sein Vater in 40 Jahren erobert, wiederum am worden, ob es seine oder des Guts Schuld weiß Gott, derhalben er mit seinem Weib und Kinder fast aller seiner Güter 1564 abgetreten, damit die Gläubiger bezahlt, dazu Eisenhofen, Schneittach, Ospach, Haunstatt, Raudeck und anderes mehr verkauft worden. Er ist darauf Pfalzgraf Wolfgangs Landrichter zu Burglengenfeld worden. Nachmalen wiederum nach Kelheim gezogen; † 1573.“

## Stammbaum der Familie von Eck
NN
1. Peter Huber (seit 1444 belegt)
  1. Peter Huber, 1473 an der Universität Ingolstadt immatrikuliert
  2. Cristoff Huber, 1483 Richter zu Prüfening.
2. Andre(as) Hu(e)ber, ab 1444 Richter des Klosters Weltenburg, nennt sich ab 1456 „von Eck“; † 1462, ⚭ Elspet Hertenfeldt
  1. Sigmund von Eck, genannt Huber 1461
    1. Sebastian von Eck, Oberrichter zu Ingolstadt, ⚭ N. von Hintzenhausen

  2. Leonhard Huber (Eck), * 1439, seit 1498 von (Naab-)Eck, († 1501), Pfleger von Kelheim und auf Donaustauf, 1. ⚭ Margarete Schmidhauser († 1475), 2. ⚭ Verena Halder von Weilheim; † 1491
    1. Notburga, ⚭ Hans Sinzenhofer zu Teublitz
    2. Afra Eck 1486 Nonne im Kloster Geisenfeld, später Klosterfrau in Pielenhofen
    3. Anna von Eck Ritter ⚭ Willwold von Pirching
    4. N.N. (Bruder)
    5. Leonhard von Eck, herzoglicher Rat in München, (* 1480; † 1550), ⚭ Felicitas von Freyberg
      1. Maria von Eck († 13. August 1570), 1. Ehe ⚭ Wilhelm Freiherr von Schwarzenberg (1544), 2. Ehe ⚭ Hans Graf Schlick zu Passau, 3. Ehe ⚭ Alexander Graf Schlick
      2. Oswald von Eck auf Wolfsegg, (* 1523; † 1573), ⚭ Anna von Pienzenau (2 Söhne, 2 Töchter)
        1. Hans Walther von Eck, Pfleger zu Neustadt (1580), Rat und Pfleger zu Kelheim (1593), Erbmarschall des Hochstiftes Regensburg
          1. Johann Heimeram von Eck, um 1610 ⚭ N.N. von Hegenberg
            1. Johann Oswald von Eck, 1634 ⚭ Maria Philbis von Ulrain
              1. Johann Nikolaus Bernhard von Eck, 1660 ⚭ Maria Anna von Königsfeld[3]